# Świszcze (wieś)
Świszcze (biał. Свішчы, Swiszczy; ros. Свищи, Swiszczi) – wieś na Białorusi, w obwodzie brzeskim, w rejonie żabineckim, w sielsowiecie Krzywlany.

## Historia
W XIX i w początkach XX w. folwark położony w Rosji, w guberni grodzieńskiej, w powiecie prużańskim, w gminie Murawiewskiej.
W dwudziestoleciu międzywojennym leżały w Polsce, w województwie poleskim, w powiecie kobryńskim, do 18 kwietnia 1928 w gminie Matiasy, następnie w gminie Tewle. W 1921 miejscowość liczyła 147 mieszkańców, zamieszkałych w 25 budynkach, wyłącznie Polaków. 141 mieszkańców było wyznania prawosławnego i 6 rzymskokatolickiego.
Po II wojnie światowej w granicach Związku Sowieckiego. Od 1991 w niepodległej Białorusi.